# Alfstedt

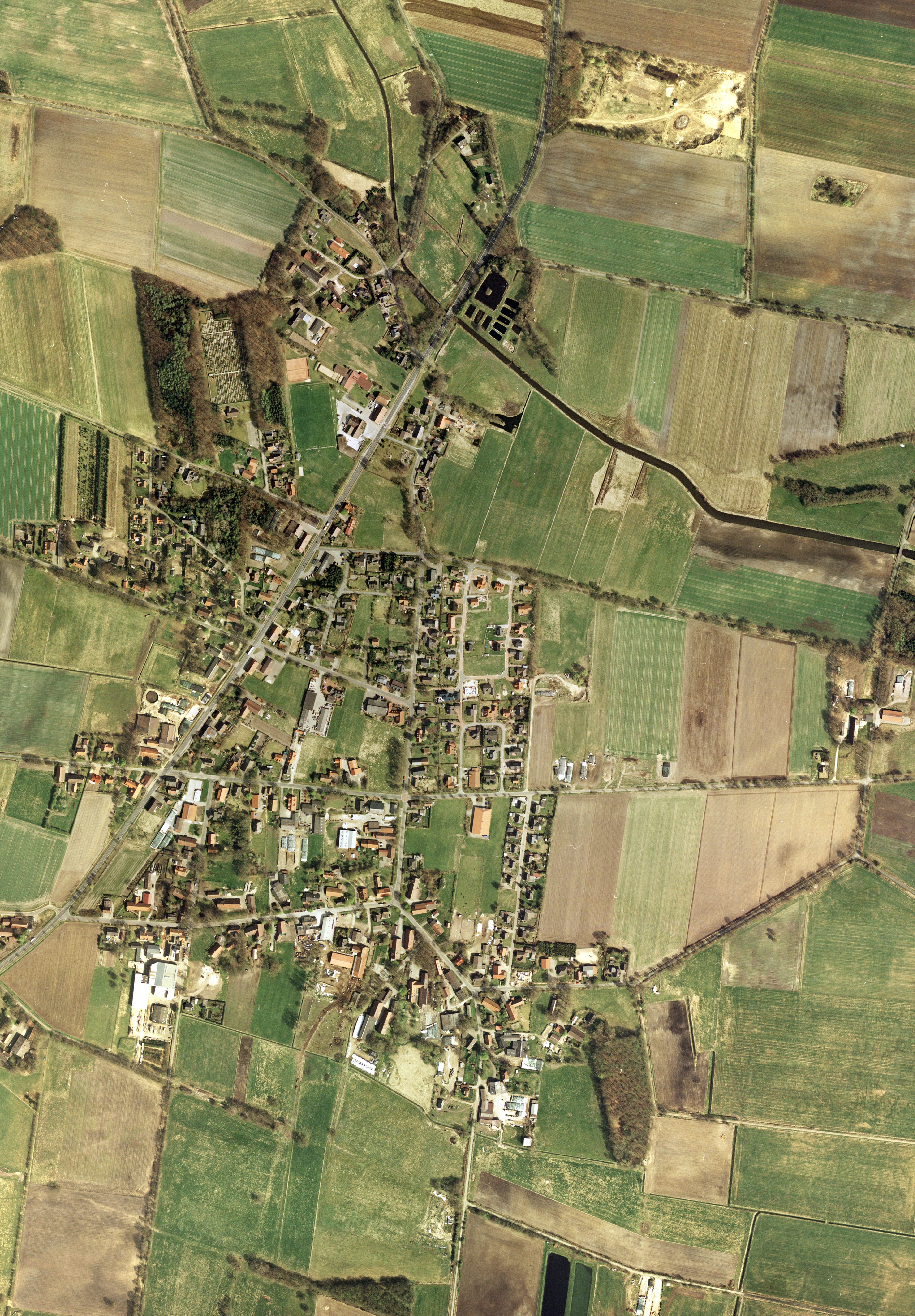
Luftbild von Alfstedt, 2010

Alfstedt (niederdeutsch Alfst) ist eine kreisangehörige Gemeinde im nördlichen Landkreis Rotenburg (Wümme) in Niedersachsen. Die nördliche und östliche Gemeindegrenze bildet die Kreisgrenze zum Landkreis Cuxhaven.
Die Gemeinde bildet zusammen mit den Gemeinden Basdahl, Ebersdorf, Hipstedt und Oerel seit dem 1. März 1974 die Samtgemeinde Geestequelle.

## Geographie

### Geographische Lage
Die Gemeinde Alfstedt liegt im Norden vom Landkreis Rotenburg (Wümme) an der Kreisgrenze zum Landkreis Cuxhaven. Südwestlich schließt sich die Gemeinde Ebersdorf und südöstlich die Einheitsgemeinde Bremervörde an. Das Landschaftsbild ist durch die Landwirtschaft geprägt.

### Gewässer
Durch die Gemeinde fließt die Mehe.

### Gemeindegliederung
Neben Alfstedt gehört auch noch der Wohnplatz und Mühlenstandort Bredemehe zur Gemeinde.

## Geschichte

### Ortsname
Alfstedt wurde 1272 erstmals als Alvetesho oder Alveltisho erwähnt. Es ist allerdings fraglich, ob hier wirklich Alfstedt gemeint ist. Vielleicht ist das eher ein Flurname, möglicherweise bezogen auf den Hamberg bei Alfstedt. Endungen auf -ho wie in Isarnho, Itzehoe, Springo (Schleswig-Holstein) können „Haken, Winkel“, „keilförmig oder halbinselartig vorspringende Erhöhung“, „Abhang“ oder „Flusswindung“ bedeuten. Alfstedt erscheint sonst in den historischen Belegen als Alvested und geht auf „Alfes-sted“ für „Siedlung eines Alf (alter Vorname)“ zurück.

### Mittelalter
Südlich von Alfstedt liegt die Wüstung Harstorb, die aber bereits im Spätmittelalter wüst fiel. Die Siedlung wurde erstmals 1272 genannt, ein Ortsadelsgeschlecht ist aber schon zu Beginn des 12. Jahrhunderts bezeugt. Dessen Angehörige waren Ministeriale der Grafschaft Stade und nach 1272 des Erzbistums Bremen. Nach 1300 verschwinden sie aus der historischen Überlieferung. Diesem Geschlecht ist vermutlich auch die benachbarte Burg in Form eines Ringwalls mit einem Außendurchmesser von ca. 40 m zuzuschreiben. Der stark verschliffene Wall ist heute bei 1,5 m Höhe ca. 10 m breit. Umgeben war die Anlage von einem Wassergraben, der heute nur noch als 30–40 cm tiefe Mulde erkennbar ist. Die Burg ist spätestens mit dem Ende des Dorfes im 15. Jh. aufgegeben worden.

### Neuzeit
1569 brannte das Dorf ab.
Im Ersten Weltkrieg sind 20 Soldaten aus Alfstedt gefallen bzw. werden vermisst und im Zweiten Weltkrieg 48.

### Verwaltungsgeschichte
Vor 1885 gehörte Alfstedt zur Vogtei Bremervörde im Amt Bremervörde und wurde anschließend Teil vom Kreis Bremervörde, der 1932 mit dem Kreis Zeven zum neuen Landkreis Bremervörde fusionierte. Der Landkreis Bremervörde ging 1977 im neuen Landkreis Rotenburg (Wümme) auf.
Im Rahmen der Gebietsreform wurde Alfstedt zum 1. März 1974 Teil der Samtgemeinde Geestequelle, die ihren Verwaltungssitz in der Gemeinde Oerel hat.

#### Franzosenzeit
Während der Franzosenzeit von 1811 bis 1814 wurde das Amt Bremervörde aufgelöst. Von 1810 bis 1811 gehörte Alfstedt dann zur Mairie Ebersdorf im Kanton Bremervörde im Königreich Westphalen. Unter Napoleon gehörte das im Kanton Bremervörde liegende Alfstedt dann von 1811 bis 1814 direkt zum Französischen Kaiserreich.

### Eingemeindungen
Der Wohnplatz und Mühlenstandort Bredemehe wurde 1912 nach Alfstedt eingemeindet.

### Einwohnerentwicklung
| Datum            | Einwohner            |
| ---------------- | -------------------- |
| 1791             | 32 Feuerstellen      |
| 1824             | 29 Feuerstellen      |
| 1848             | 333 Leute, 56 Häuser |
| 1. Dezember 1871 | 293 Leute, 56 Häuser |
| 1. Dezember 1885 | 318 Leute 60 Häuser  |
| 1. Dezember 1905 | 360 Leute 65 Häuser  |
| 1. Dezember 1910 | 418                  |
| 1925             | 468                  |
| 1933             | 470                  |
| 1939             | 481                  |

### Religion
Alfstedt ist evangelisch-lutherisch geprägt und gehört zum Kirchspiel der Gangolf-Kirche in Oerel.
Für die (wenigen) Katholiken ist die St.-Michaelskirche in Bremervörde zuständig, die seit dem 1. September 2010 zur Kirchengemeinde Heilig Geist in Stade gehört.

## Politik

### Gemeinderat
Der Rat der Gemeinde Alfstedt besteht aus neun Ratsfrauen und Ratsherren. Dies ist die festgelegte Anzahl für die Mitgliedsgemeinde einer Samtgemeinde mit einer Einwohnerzahl zwischen 501 und 1.000 Einwohnern. Die Ratsmitglieder werden durch eine Kommunalwahl für jeweils fünf Jahre gewählt. Die aktuelle Amtszeit begann am 1. November 2021 und endet am 31. Oktober 2026.
Die letzten Gemeinderatswahlen ergaben folgende Sitzverteilungen:
| Partei/Liste                | 2021 | 2016 |
| --------------------------- | ---- | ---- |
| Wählergemeinschaft Alfstedt | 9    | 9    |

### Bürgermeister
Der Gemeinderat wählte das Gemeinderatsmitglied Thomas Lafrenz (Wählergemeinschaft Alfstedt) zum ehrenamtlichen Bürgermeister für die aktuelle Wahlperiode. Er ist seit 2021 Bürgermeister.
Ehemalige Bürgermeister
- 1958–1961: Johann Müller
- 1961–1974: Johann Wölbern
- 1974–1991: Hermann Müller
- 1991–1991: Hans-Heinrich Wölbern
- 1991–1996: Dr. Diedrich Kahrs
- 1996–2021: Heinz Buck
- seit 2021: Thomas Lafrenz

### Wappen
Das Wappen zeigt auf blauem Grund ein goldenes Rasiermesser mit einem als Tierkopf gestalteten Griff. Ein solches bronzezeitliches Rasiermesser wurde 1954 von Hermann Müller bei Alfstedt gefunden.

## Kultur und Sehenswürdigkeiten

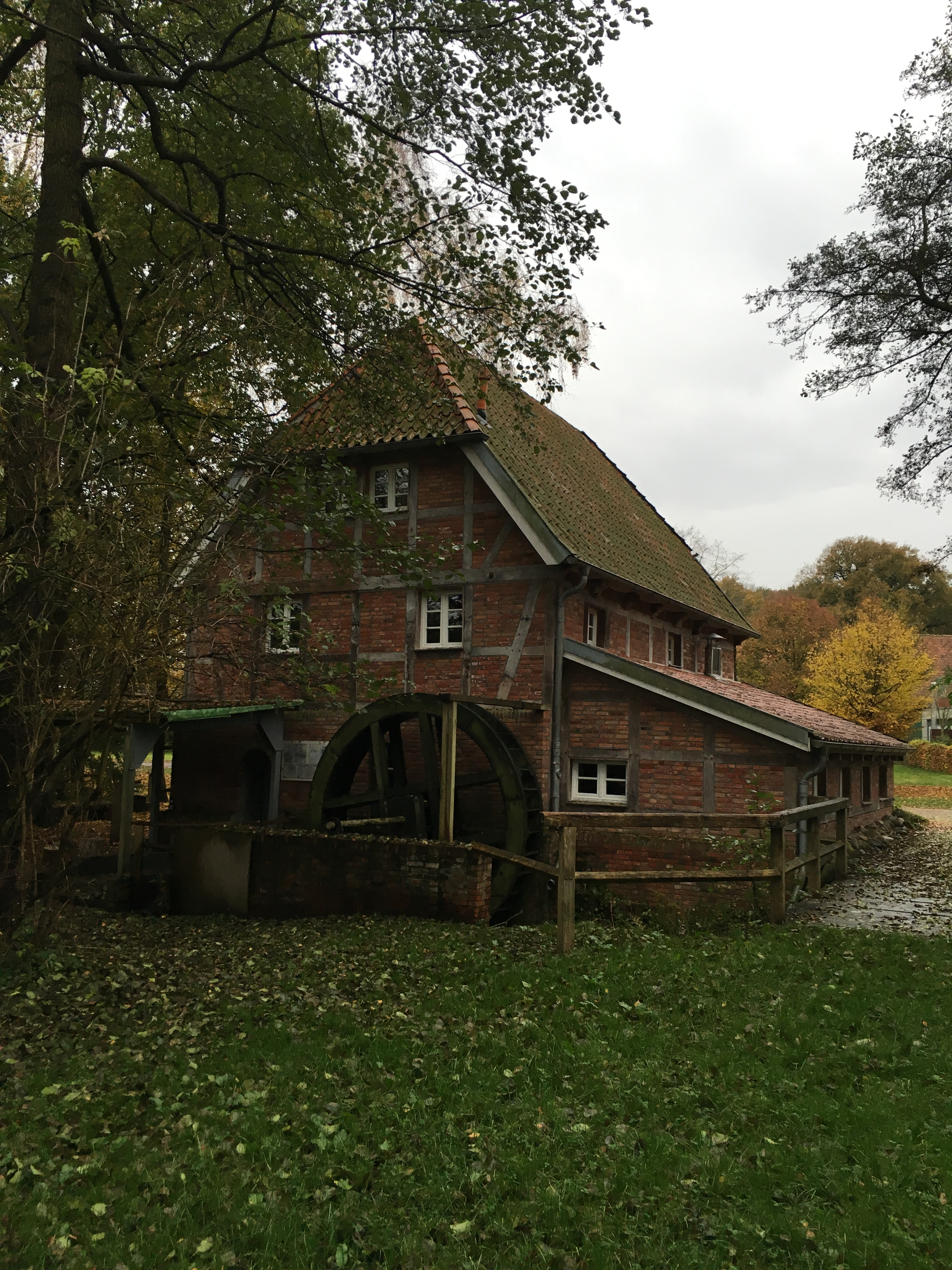
Wassermühle in Bredemehe

### Baudenkmale
- Bredemeher Wassermühle (De Möhl) von um 1800 anstelle einer Mühle von vor 1400

### Denkmäler
Ein Kriegerdenkmal für die Gefallenen und Vermissten aus dem Ersten Weltkrieg steht in Alfstedt auf dem alten Friedhof, das Kriegerdenkmal für die Gefallenen und Vermissten aus dem Zweiten Weltkrieg steht auf dem neuen Friedhof.

## Wirtschaft und Infrastruktur

### Feuerwehr
Alfstedt hat eine eigene Freiwillige Feuerwehr.

### Windpark
In Alfstedt wurde 1994 ein Windpark mit sieben Anlagen gebaut, die zusammen eine Leistung von 3900 kW aufbringen. 2012 wurde eine der alten Anlagen durch eine neue ersetzt, die alleine eine Leistung von 3000 kW erbringt.

### Unternehmen
Das Unternehmen R & U Schuh GMBH hat seinen Sitz in Alfstedt. Das Unternehmen verkauft Schuhe und hat in ganz Norddeutschland 40 Filialen.

### Verkehr
Durch Alfstedt verläuft die Bundesstraße 495, die im Norden über Lamstedt nach Warstade/Basbeck zur Bundesstraße 73 und im Süden über Ebersdorf nach Bremervörde zu den Bundesstraßen 71 und 74 führt.

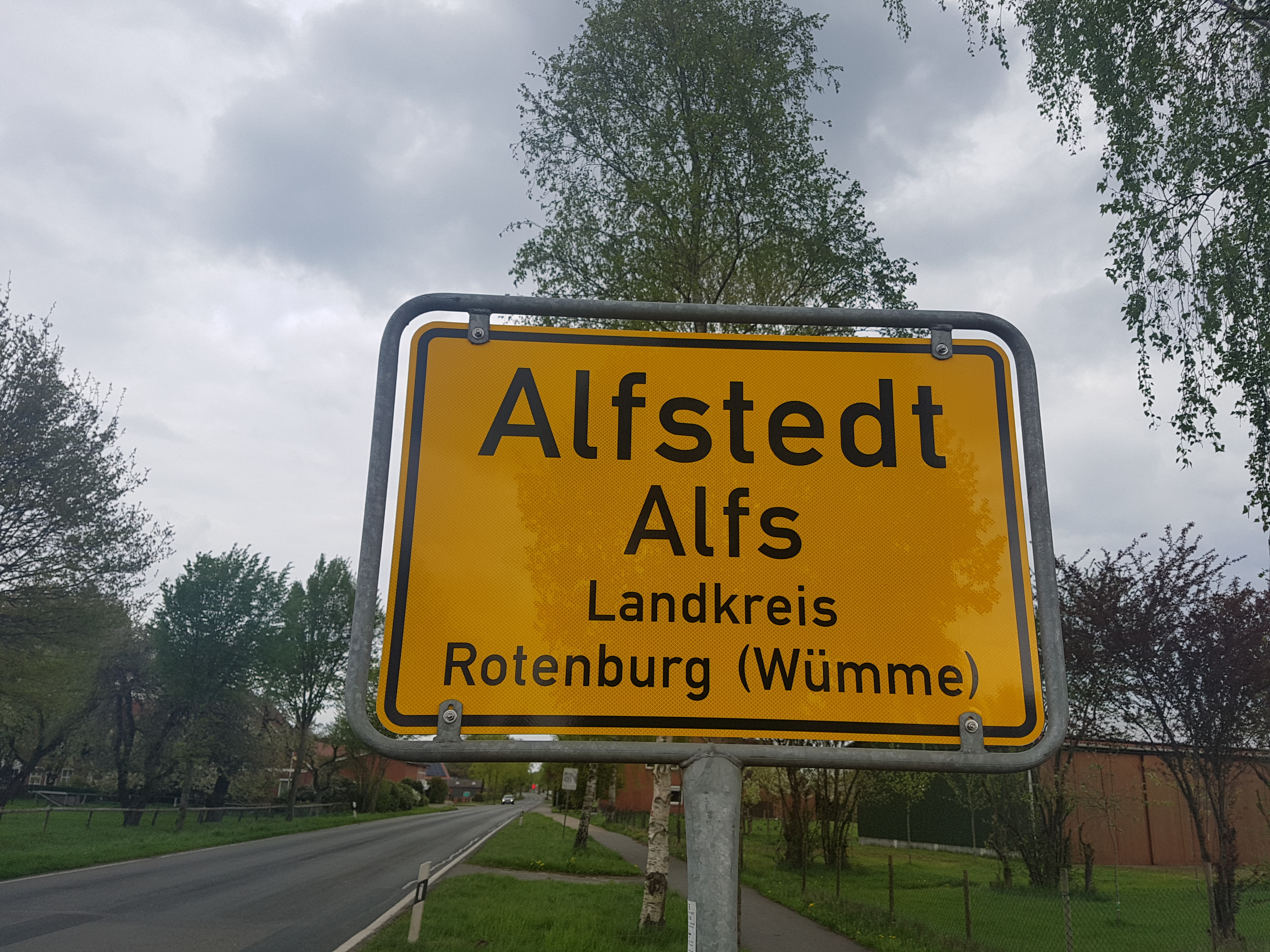
Zweisprachige Ortstafel in Alfstedt

Der nächste Autobahnanschluss besteht im 36 km nordöstlich gelegenen Debstedt an die BAB 27.
Der nächste Bahnanschluss besteht im 11 km südöstlich gelegenen Bremervörde an die Bahnstrecke Bremerhaven–Buxtehude.
Alfstedt hat zweisprachige Ortstafeln, auf denen neben dem hochdeutschen auch der plattdeutsche Ortsname zu lesen ist.

### Bildung
Die Schüler aus Alfstedt besuchen die Grundschule Ebersdorf/Alfstedt in Ebersdorf. Weiterführende Schulen befinden sich in Oerel (Oberschule Geestequelle-Schule) und in Bremervörde (Gymnasium Bremervörde).
Der frühere zweite Standort der Grundschule Alfstedt/Eversdorf in Alfstedt wurde 2011 geschlossen.

## Persönlichkeiten
- Hans-Hinrich Kahrs (* 1956), plattdeutscher Schriftsteller, geboren in Bredemehe